# Фіни-інгерманландці
Інгерманландці, фіни-інгерманландці (фін. inkeriläiset, inkerinsuomalaiset) — фіно-угорський народ, мешкає головно в Республіці Карелія, Ленінградській області Росії та в Естонії.
Мова — східні діалекти фінської мови балтійсько-фінської підгрупи фіно-угорської групи уральської сім'ї.

## Назва
Про походження назви Інгерманландія (у росіян — Іжора, Іжера — у літописах 1240-1241 рр.; у шведів і німців — Інгерманланд) існує кілька теорій.
- За першою, це похідне слово від назви балтійсько-фінського племені іжора, яке, у свою чергу, одержало назву від річки Інкерейоки (Іжори), що впадає в Неву з півдня.
- За другою версією, київський князь Ярослав, одружившись 1019 року з дочкою шведського короля Олофа Скотконунга Інгегердою, подарував їй район Старої Ладоги з околицями.

Історію Інгерманландії зазвичай відлічують з 859 року, коли в руських хроніках з'являється етнонім чудь — давньоруська назва всіх балтійсько-фінських народів, що жили на південь від Ладоги та Фінської затоки. Іжора входила до складу Новгорода, що постав на початку IX століття, наприкінці епохи вікінгів[джерело?].

## Етнічні групи
- Евремеси (фін. äyrämöiset)
- Савакоти (фін. savakot, savalaiset)

## Історія

### Московія— Російська імперія
На Інгерманландію претендували Новгород, московські царі, шведи, Лівонський орден.
За умовами Тявзинського миру 1595 року Інгерманландія дісталась Московії. Згідно з умовами мирного договору, укладеного 1617 року в Столбово, до Швеції відійшла губернія Приозерська (Кякісалмі), Інгерманландія, вся Естонія. З початком війни 1656-1658 рр. Московія прагнула завадити намірам Швеції в Польщі та повернути Інгерманландію та Карельський перешийок.
1703 року москоські війська захопили Нієншанц і дельту Неви. Петро I вирішив заснувати на цьому місці нове місто (Петрополь, потім Петербург і, зрештою, Санкт-Петербург, яке 1712 року (до закінчення московсько-шведської війни) стало столицею. Санкт-Петербург не був першим містом на березі Неви. 1630 року король Густав ІІ Адольф заснував на цьому місці Невську фортецю, 1703 року її захопило московське військо. За Ніштадським мирним договором 1721 року місто офіційно приєднали до Росії. Санкт-Петербург значно вплинув на Інгерманландію, адже нова столиця здіймалася над фіномовною територією. Будуючи місто, йшли напролом і зносили цілі села. Наприкінці 18 століття тут уже було більше жителів, ніж у Стокгольмі.
Після поразки Швеції Балтія, Інгерманландія і Виборзька губернія були приєднані до Росії. Уже в середньовіччі на просторій території Інгерманландії з'явилося російськомовне населення, а в XVII століття й, з появою торгових центрів, — переселенці з Німеччини.
У XIX столітті зросла самосвідомість інгерманландців: постали вчительська семінарія, школи, бібліотеки, хори. До XX століття в Інгерманландії майже подолали неписьменність. Викладання у школах і служба в лютеранських храмах інгерманландців вели фінською мовою.
Перша світова війна призвела до культурного та фізичного винищення народів Інгерманландії.

### Доба СРСР
Після повалення царизму в 1917 р. національна інтелігенція Інгерманландії плекала надії на розповсюдження та вкорінення демократичного стилю мислення та припинення русифікації.
Після Жовтневого перевороту інгерманландці здійняли повстання і спробували здобути незалежність, але їх тоді зрадила Фінляндія, яка, побоюючись вторгнення більшовиків, погодилася (1920 рік) на входження Інгерманландії до складу Росії в обмін на широкі національні права і привілеї. Та уже в середині 20-х років більшовики стали переслідувати духовенство, закривати школи, а в 30–х роках в пошуку іноземних шпигунів заборонили викладання рідною мовою, вилучили фінські підручники, заарештували релігійних діячів, закрили лютеранські церкви та почали виселяти інгерманландців з прикордонної смуги до Сибіру і Середньої Азії. 1929 року, на початку колективізації, у Радянському Союзі нараховувалось близько 137 500 інгерманландців, зокрема 121 500 фінів та 15 600 іжорі і близько 700 водь. За загальними підрахунками, у 1935-1936 роках 27 тисяч інгерманладців було знищено чи вислано з рідних місць. Культурному життю інгерманладців було завдано удару. Шкільну освіту перевели на російську мову, а фінську мову 1937 року проголосили антиреволюційною, націоналістичною. Періодичні видання фінською мовою закривалися, палали багаття з книг. 1938 року заборонено діяльність церковних приходів.
У 1939 році з початком радянсько–фінської війни тисячі інгерманландських родин вислали до Сибіру з прикордоння.
Друга світова війна розділила всіх інгерманландців, що залишилися, на дві принижені частини. Тих, хто потрапив під гітлерівську окупацію (близько 80 тисяч), у 1942 році насильно відправили до концтабору Клоога (згодом за них виступив фінський уряд, і їх переправили до Фінляндії, віддавши на примусові роботи поміщикам та фабрикантам). Тих, хто працював у Карелії і опинився в блокаді (кілька десятків тисяч), 1942 року вивезли «Дорогою життя» через Ладозьке озеро на поселення до Сибіру і Середньої Азії. Уся провина інгерманландців полягала в тому, що говорили вони не «тією» мовою, молилися не «тим» богам і проживали поблизу іншої столиці.
З Фінляндії 1945 року інгерманландців ешелонами повернули до СРСР, та залишитися в рідних місцях їм категорично заборонялося. Для поселень виділили різні області Центральної Росії. Вивантажувалися ешелони в безлюдних місцях і лісах. Місцеве населення часто ставилося вороже до колишніх «супротивників» у війні, тож десятки тисяч людей потяглися до спорідненої мовою Естонії.
Видатний правник Рафаїл Лемкін назвав таку політику геноцидом неросійських народів в СРСР.
На початку 60–х років інгерманландцям зі Сибіру і Середньої Азії дозволили повернутися, але до Естонії і Карелії.
Лише 1991 року настала довгоочікувана реабілітація, і всім було дозволено повернутися на історичну батьківщину. Згідно з переписом населення 1989 року, в СРСР проживало 67 300 фінів. Фінсько–інгерманландське населення стародавньої Іжори до кінця 80-х складалося з літніх людей.
Відродилися громадські і релігійні організації, що раніше відігравали значну роль у збереженні національної ідентичності. У наш час в Інгерманландії діють 15 євангелістських громад. Фінляндія допомагає тутешнім фінам: там навчаються фермери, викладачі фінської мови, медичні працівники, священики і диякони. З квітня 1990 року Фінляндія приймає фінів як іммігрантів–репатріантів.

## Галерея

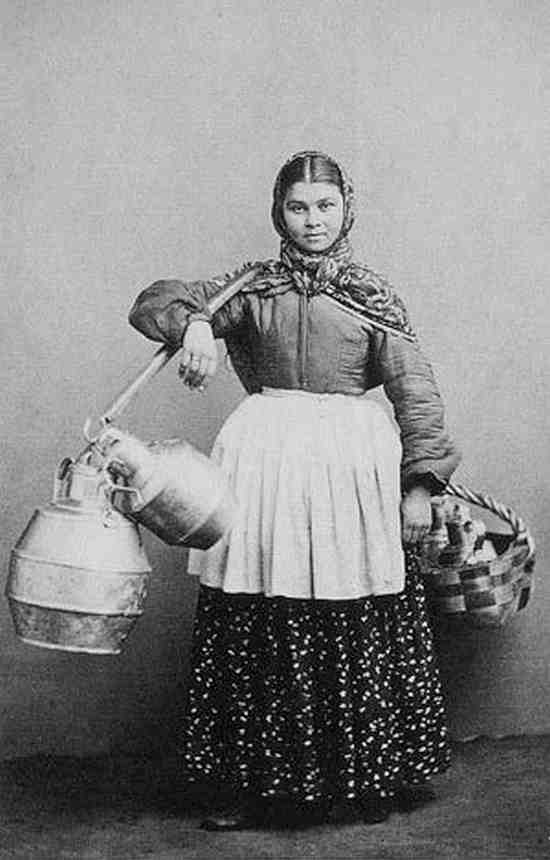
Інгермландська фінка
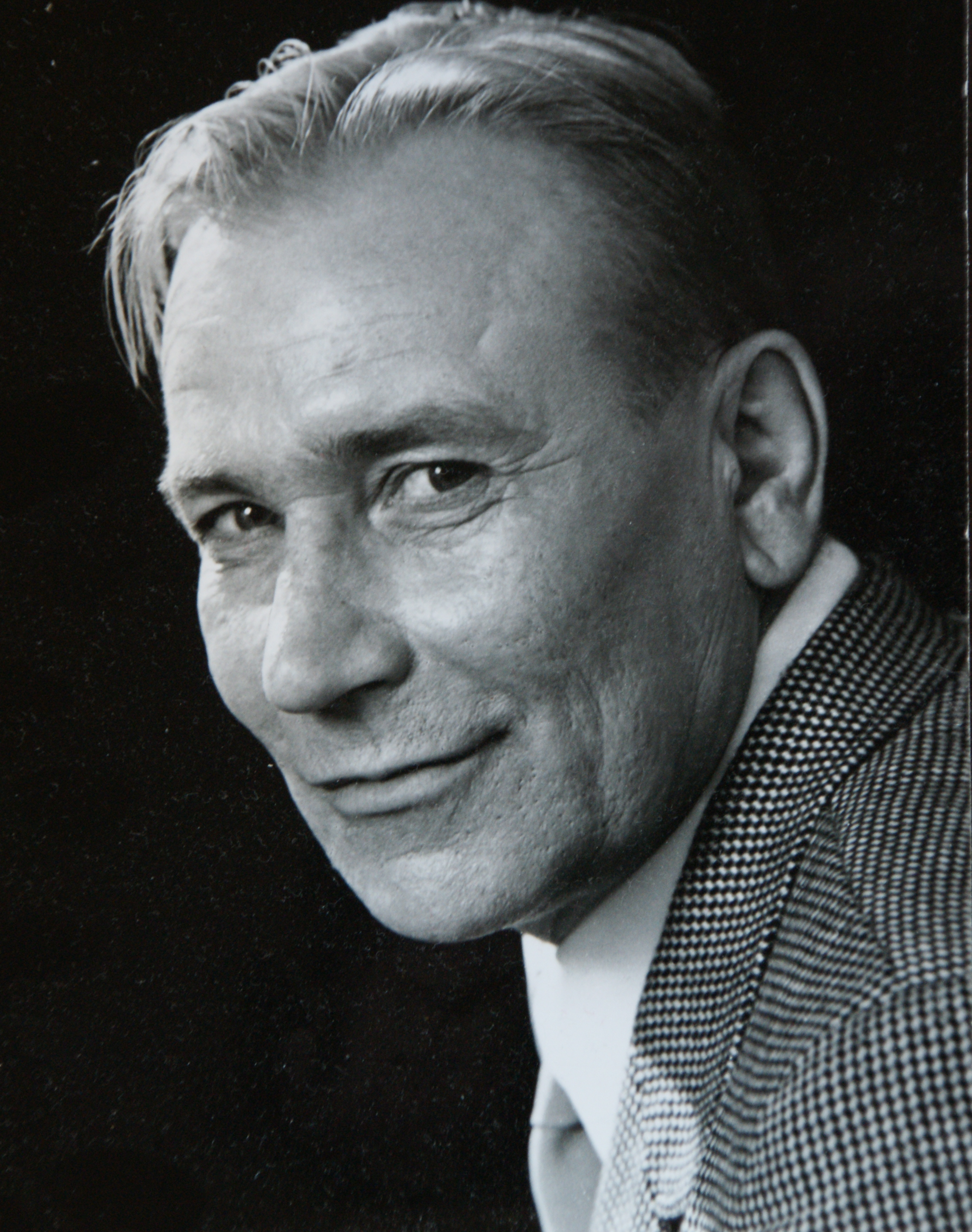
Іван Кіуру
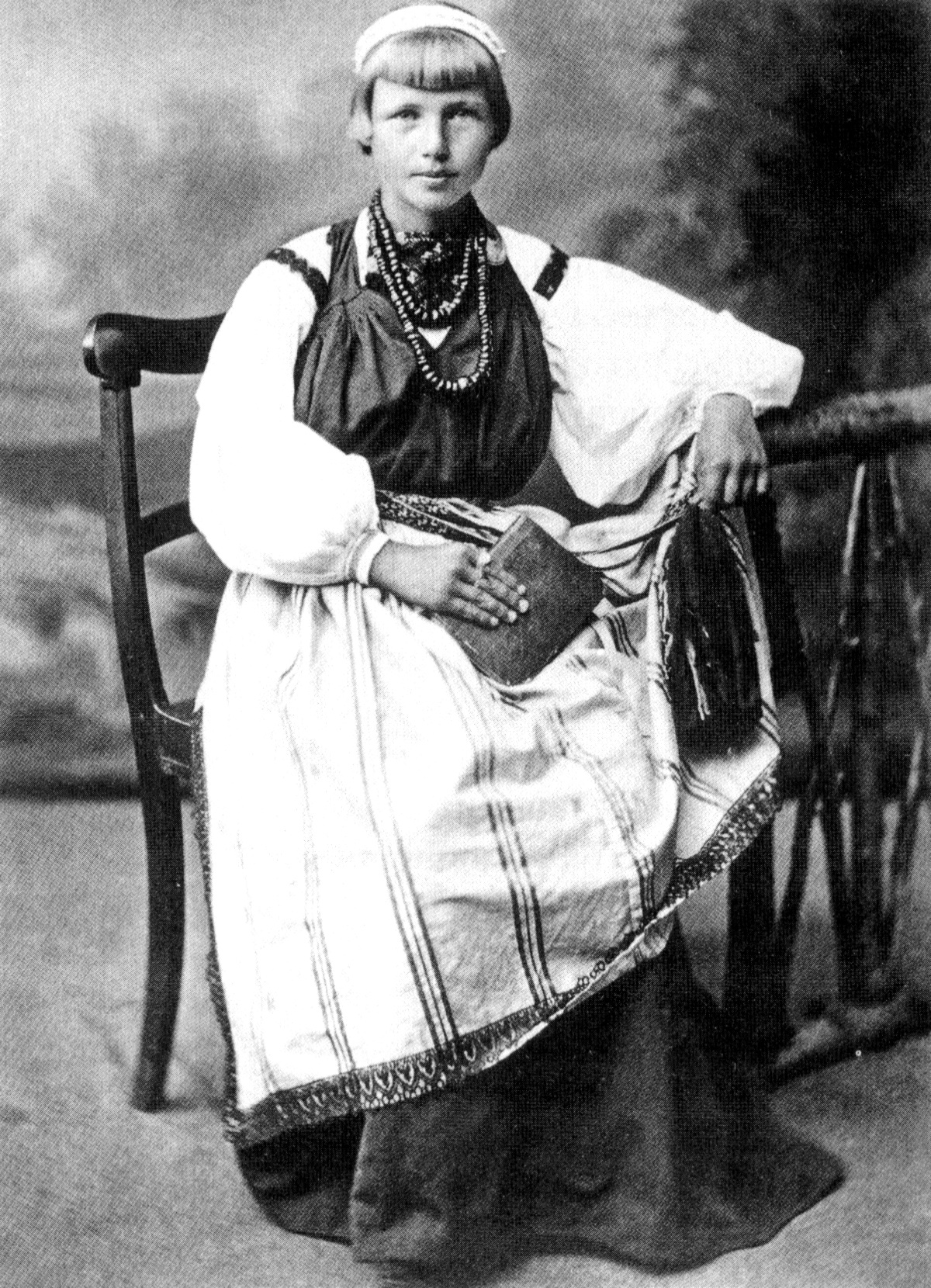
Евремеска у нарядному вбранні
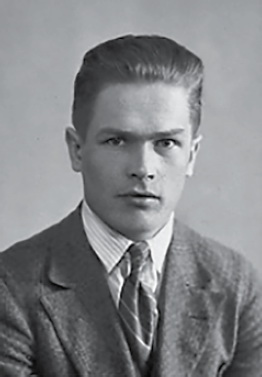
Письменник Юхані Конкка